# Municipio de Winslow (Nueva Jersey)
El municipio de Winslow (en inglés: Winslow Township) es un municipio ubicado en el condado de Camden en el estado estadounidense de Nueva Jersey. En el año 2010 tenía una población de 39.499 habitantes y una densidad poblacional de 262,45 personas por km².

## Geografía
El municipio de Winslow se encuentra ubicado en las coordenadas 39°43′7″N 74°55′8″O / 39.71861, -74.91889.

## Demografía
Según la Oficina del Censo en 2000 los ingresos medios por hogar en el municipio eran de $55,990 y los ingresos medios por familia eran $62,045. Los hombres tenían unos ingresos medios de $43,320 frente a los $31,657 para las mujeres. La renta per cápita para la localidad era de $21,254. Alrededor del 6% de la población estaba por debajo del umbral de pobreza.